# Richard Cantillon
Richard Cantillon (ur. 1680, zm. 1734) – teoretyk ekonomii. Był Irlandczykiem z hiszpańskim nazwiskiem, żyjącym we Francji. Osiągnął duże zyski z udziałów w Kompanii Missisipi. Zginął w pożarze w swoim londyńskim domu.
Cantillon znany jest w szczególności ze swojego traktatu: Essai Sur la Nature du Commerce en Général, napisanego we Francji w 1730 i opublikowanego anonimowo w Anglii około dwudziestu lat po jego śmierci. Pomimo że jego dzieło było dobrze znane fizjokratom i szkole francuskiej, Cantillon został zapomniany w Anglii, dopóki nie został ponownie odkryty przez Jevonsa pod koniec XIX wieku.
Cantillon był prawdopodobnie pierwszym, który zdefiniował długookresową równowagę jako równowagę przepływów dochodu, tworząc tym samym podstawy dla fizjokratów, ekonomii klasycznej oraz szkoły austriackiej. Jasny system Cantillona przecierał nowe szlaki. Opracował system ogólnej równowagi, który doprowadził go do teorii cen (determinowanych przez koszt produkcji) i teorię wyjścia. Jego praca jest cytowana przez Adama Smitha w jego Bogactwie narodów.
Cantillona opis mechanizmu popytu i podaży, determinującego krótkoterminowe ceny rynkowe (ale nie długoterminowe ceny naturalne) czyni z niego prekursora rewolucji marginalistycznej. W szczególności, jego poglądy na przedsiębiorczość (jako typ arbitrażu) uczyniły z niego ulubieńca szkoły austriackiej. Cantillon jako pierwszy opracował ilościową teorię pieniądza.
Efektem jego teorii był przejście na pozycje quasi-merkantylistyczne, i popierania równowagi handlowej, jednak z pewną osobliwością: Cantillon popierał import produkcji rolnej i eksport dóbr „nierolnych” jako sposób na wzrost narodowego bogactwa.